# Lumírovci
 (mars 2015).
Si vous disposez d'ouvrages ou d'articles de référence ou si vous connaissez des sites web de qualité traitant du thème abordé ici, merci de compléter l'article en donnant les références utiles à sa vérifiabilité et en les liant à la section « Notes et références ».

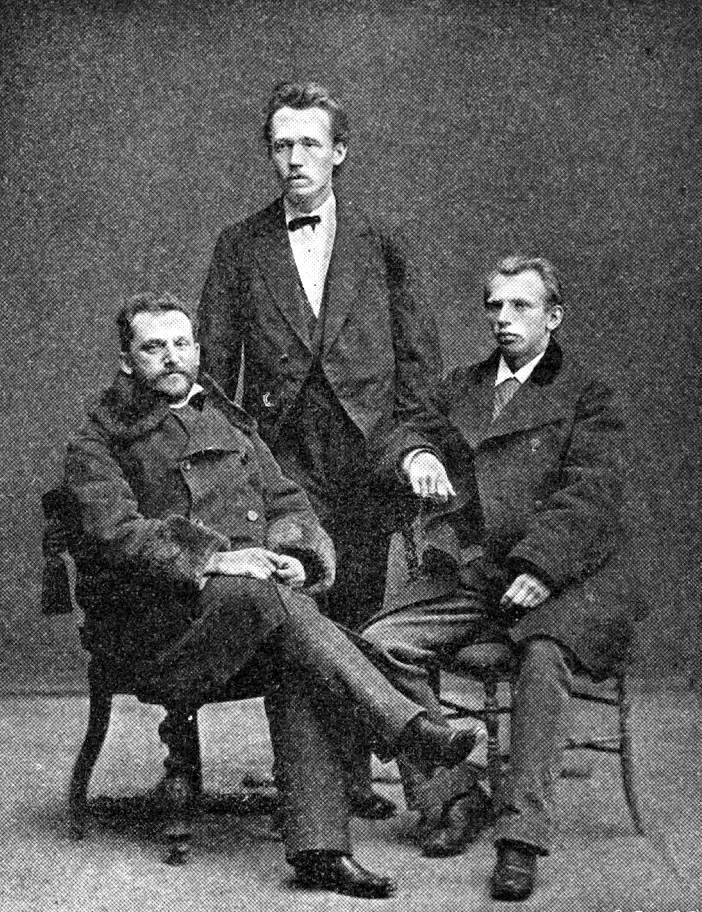
Les Lumírovci : J. Zeyer, J. V. Sládek et J. Vrchlický (1879).

Les Lumírovci, successeurs des Májovci, constituaient un groupe littéraire de la nouvelle génération avant la Première Guerre mondiale dans la Bohême autrichienne. Ils différaient des Ruchovci, leurs concurrents, surtout parce qu’ils intégraient la littérature en langues étrangères. Au cours des dernières années il a existé des synergies entre ces deux tendances
Le groupe se composait d’écrivains et de journalistes, réunis autour de la revue Lumír qui parut pour la première fois en 1851. Ils aspiraient à une littérature pour l'Humanité et à la perfection de la forme. Ce penchant pour le formalisme et pour l'esthétique se révèle dans leurs poèmes qui aimaient les expériences et par leur recours aux formes classiques, comme le sonnet. Leur poésie était sentimentale, intime et subjective.
Ils souhaitaient accroitre la qualité de la littérature tchèque, elle devait accepter les caractères de la littérature mondiale et se donner une allure internationale et ouverte. Et en même temps ils voulaient introduire la littérature mondiale au sein de leur propre peuple. C’est ce qui explique leurs nombreuses traductions d’ouvrages célèbres, surtout d’auteurs français et italiens.

## Personnalités marquantes
- Jaroslav Vrchlický
- Josef Václav Sládek
- Julius Zeyer
- Vítězslav Hálek
- Jan Neruda
- Svatopluk Čech